# Леви, Казимир
Казимир Леви (Casimir Lewy; 26 февраля 1919, Варшава — 8 февраля 1991, Кембридж) — британский философ польского происхождения. Оказал значительное влияние на философскую школу в Кембридже. Доктор философии. Читал лекции о философской логике и анализе. Член Британской академии (1980).

## Биография
Родился 26 февраля 1919 года в Варшаве в еврейской семье. Его отец Людвик Леви (1887—1919), врач по профессии, умер вскоре после рождения сына 22 апреля 1919 года. Воспитывался матерью, Изабеллой Леви (урождённой Рыбьер, 1892—1942). С восьми лет Казимир учился в школе имени Миколая Рея, принадлежавшей лютеранской общине. Увлекался поэзией, но в возрасте пятнадцати лет наткнулся на философскую статью Тадеуша Котарбинского в литературном журнале… Приобретет учебник 1929 года того же автора по методологии, логике и теории познания и станет посещать его лекции в университете, отпрашиваясь при необходимости со школьных занятий. Окончит школу в 1936 и отправится в Англию, где поступает в Кембридж. Преподавали там ему Джордж Эдвард Мур и C. D. Broad (впоследствии они оба выберут его своим литературным душеприказчиком). Он посещал Фицуильям Хаус, а затем перевелся в Тринити-колледж; выдержит трипос по моральным наукам — первым в 1939, и к тому времени уже опубликовался в журнале Analysis; как отмечают, в появившихся там его еще студенческих работах явно заметно посещение им занятий у Витгенштейна. Под руководством Мура начнет работать над докторской; в годы войны помогал тому редактировать главный британский журнала по философии Mind. После получения докторской степени до 1945 преподавал на факультете моральных наук, когда будет назначен преподавателем философии в Ливерпульском университете. В том же году женился на студентке Лондонской школы экономики; супруга получила вместе с ним должность лектора по экономической истории в Ливерпуле. Они проработают там до 1952, когда Леви станет Университетским лектором по моральным наукам в Кембридже. Его супруге же пришлось тогда отказаться от продолжения своей карьеры. У них будет трое сыновей.
С 1955 лектор имени Сиджвика, с 1959 феллоу Тринити-колледжа. С 1972 ридер философии. В 1982 досрочно вышел в отставку. Являлся приглашенным профессором в американских учреждениях, в частности в Йельском университете в 1969 году. Будет избран в почетное членство Польского общества искусств и наук. Автор Meaning and Modality (1976). Умер после операции, перенесенной из-за онкологии. В Кембридже в память о нем его имя носит библиотека философского факультета.